# Stein am Rhein
Stein am Rhein je mesto v Švici, ob reki Ren, v kantonu Schaffhausen. Je tudi eno od zgolj štirih švicarskih mest, ki so severno od reke Ren, poleg Neuhausna am Rheinfall, zgodovinskega Neunkircha in srednjeveškega Schaffhausna.
Stein am Rhein ima dobro ohranjeno srednjeveško središče, razen ulic okoli njega. Tudi mestno obzidje in vrata so dobro ohranjena, čeprav nekdanje mestno obzidje sedaj večinoma sestavljajo hiše. Srednjeveško središče je zaprto za promet in je zelo mirno ter primerno za pešce. Veliko srednjeveških stavb pa je tudi poslikanih s freskami in so zelo zanimive za turiste.

## Zgodovina
Okoli leta 1007 je cesar Henrik II. opatijo svetega Jurija preselil z njene nekdanje lokacije na reki Hohentwiel v Singenu v Stein am Rhein, takrat malo več kot majhno ribiško vas ob Renu. To je bilo zato, da bi okrepil svojo prisotnost na tej strateški točki, kjer se križajo glavne cestne in rečne poti. Opatom je dal obsežne pravice nad Steinom in njegovo trgovino, da so ga lahko komercialno razvijali. Pri tem so bili zelo uspešni in Stein am Rhein je hitro postal uspešno mesto, ki je v 15. stoletju za kratek čas dobilo status reichsfrei.
Tudi cesarska opatija je uspevala in v 15. stoletju popolnoma prezidala svoje prostore, ki ostajajo pomemben primer poznogotske arhitekture v regiji.
V času reformacije je bila opatija sekularizirana, njeno premoženje pa je prevzel Zürich. Opat von Winkelsheim se je z züriškimi oblastmi dogovoril za poravnavo, po kateri bi lahko on in preostali menihi ostali v prostorih do svoje smrti, čeprav je bil nadzor nad opatijo predan njim. Toda Zürich je opata posumil dogovarjanja s Habsburžani in ga zaprl v njegove nove prostore. Uspelo mu je pobegniti v Radolfzell, a je kmalu zatem, leta 1526, umrl.
22. februarja 1945 so mesto bombardirale ameriške zračne sile.
Stein am Rhein je rojstni kraj Johanna Heylina (1425-96), ki je prvi pripeljal tiskalni stroj v Francijo.

## Geografija
Stein am Rhein ima od leta 2018 površino 6,05 km². Od tega je 29,9 % kmetijskih površin, 42,4 % pa gozdov. Od preostalega zemljišča je 22 % poseljenih (zgradbe ali ceste), preostanek (5,7 %) pa neproduktivnih (reke ali jezera).

## Demografija
Stein am Rhein ima (od 31. decembra 2020) 3.561 prebivalcev. Leta 2008 je bilo tujcev skupaj 20,6 % prebivalstva. Od tujega prebivalstva (leta 2008) jih je 38,6 % iz Nemčije, 6,9 % iz Italije, 3,2 % iz Hrvaške, 12,8 % iz Srbije, 10,8 % iz Severne Makedonije, 1,8 % iz Turčije in 25,8 % jih je iz drugih držav. Večina prebivalstva (od leta 2000) govori nemško (89,2 %), pri čemer je srbohrvaški jezik drugi najpogostejši (2,5 %) in albanski jezik tretji (1,4 %).

## Kultura
Leta 1972 je mesto prejelo nagrado Wakker za ohranjanje arhitekturne dediščine.

## Mestne četrti
- Stein am Rhein
- Stein am Rhein vor der Brugg

## Galerija
- Glavna ulica
- poslikana pročelja hiš
- Mestna vrata v stolpu z uro
- Gostilna Roter Ochsen